# Coscinida asiatica
Coscinida asiatica là một loài nhện trong họ Theridiidae.
Loài này thuộc chi Coscinida. Coscinida asiatica được miêu tả năm 1992 bởi Zhu & Zhang.